# بيار شماسيان
بيار شماسيان (بالإنجليزية: Pierre Chammassian)‏ هو ممثل لبناني (من مواليد 9 مارس 1949 في برج حمود).

## الحياة الشخصية
ولد بيار في برج حمود 9 مارس 1949 في بيروت، وهو من أصلٍ أرمني.

## المسيرة الفنية
شارك في برنامج نجم الكوميديا (محمد هنيدى - حسن حسني - سيرين)